# 中国人民解放军成都军区

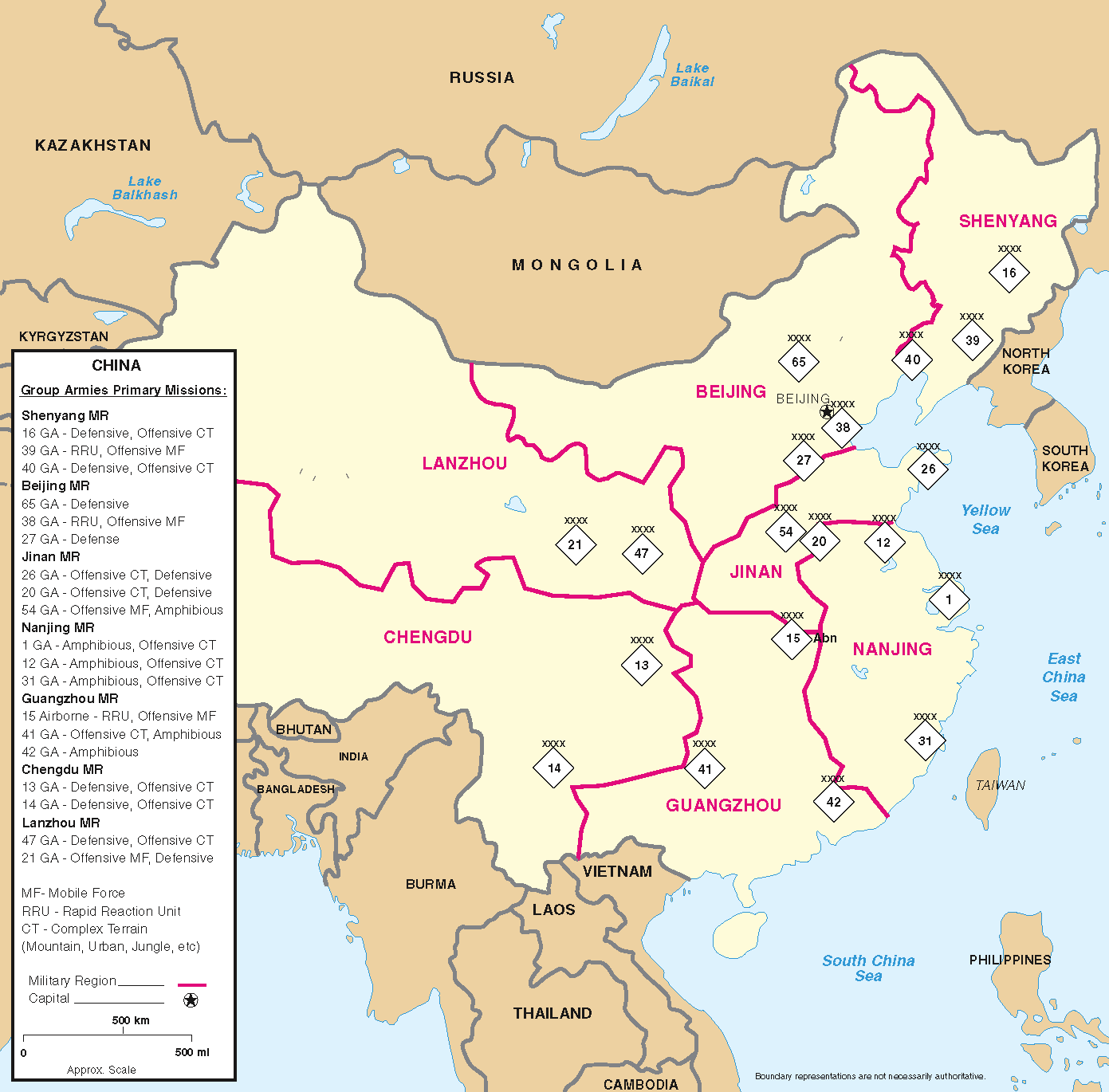
中国军区划分与集团军分布状况

成都军区管辖范围

中国人民解放军成都军区是中国人民解放军曾有的大軍區之一。在中華人民共和國深化国防和军队改革中，成都軍區於2016年1月隨其他大軍區一併撤銷。該軍區曾主管四川、云南、贵州、西藏（不含阿里地区）和重庆等三省、一自治区、一直辖市军事事务的大军区，总部位于成都市，司令部驻成都市江汉路北较场（原中央军校旧址），后勤部驻成都市通惠门西较场，成都军区空军司令部驻成都市新南门。
成都军区所属的第13集团军是中国人民解放军陆军集团军中唯一一个从1950年代到21世纪参与军事行动从未间断过的军级单位。曾先后参与了解放西南、西南剿匪、西藏平叛、中印战争、珍宝岛战役、中越边境战争以及在海地、非洲等地的的联合国维和行动。
成都军区的战略使命是保护成都、重庆等超大城市、军工核心基地，维护西藏的统一，防卫印度来自喜马拉雅方向的进攻，并与广州军区协防越南。
2016年1月16日成都军区被撤销，由新成立的西部战区和南部战区接替。

## 编制
成都军区下辖2个集团军（第13、14集团军）和成都军区空军，成都军区空军总部位于成都。
第13集团军属下的第37师的前身是抗战爆发由红四方面军第31军改编而成的八路军129师386旅，陈赓任旅长，陈再道（后为许世友）任副旅长，王新亭任政治部主任。第13集团军的第149师原为第18军的52师，其前身为晋冀鲁豫野战军第一纵队主力旅之一。曾进军西藏，并鎮壓1959年藏區騷亂。并参加过中印边境战争。1969年第50军149师与西藏军区第52师对调防务并互换番号，52师改称149师调入50军。
1985年第50军撤销番号后，属下的主力第149师编入第13军，进驻四川乐山。第13集团军现属“成都军区”，为甲类重装集团军，军部驻重庆鹅岭，该部队山地作战能力极强。
同年以原武汉军区空军改编为成都军区空军，主力为空33师和空44师。空33师97团装备苏-27驻地重庆白市驿。空44师132团装备歼-10驻地云南陆良机场。
- 第13集团军下辖：
  - 军直部队：教导大队,司机训练大队,通信团,工兵团,防化团,电子对抗团,新装备实验大队。
  - 摩步第37师
  - 摩步第149师
  - 装甲17旅
  - 炮兵旅
  - 高炮旅
  - 陆航2旅
  - 特种作战旅

- 第14集团军下辖：
  - 军直部队：通信团，工兵团，防化团，舟桥第86团，司训大队
  - 机步第31旅
  - 机步第40旅
  - 摩步第42旅
  - 山步第32旅
  - 第18装甲旅
  - 第4炮兵旅
  - 高炮旅

- 西藏军区下辖：
  - 直属部队：通信团，汽车16团，电子对抗团，特种作战团。
  - 山地步兵52旅
  - 山地步兵53旅
  - 装甲54旅
  - 防空旅
  - 工兵旅
  - 炮兵308团

所辖各省级军区：
- 四川省军区
- 西藏军区（副大军区级单位）
- 贵州省军区
- 云南省军区
- 重庆警备区

## 历任主官
| - 贺炳炎（1955年－1960年） - 黄新廷（1960年8月－1967年3月） - 梁兴初（1967年3月－1972年） - 秦基伟（1973年月－1975年10月） - 刘兴元（1975年10月－1977年9月） - 吴克华（1977年9月－1979年1月） - 尤太忠（1980年1月－1982年10月） - 王诚汉（1982年10月－1985年6月） - 傅全有 - 张太恒 - 李九龍 - 隗福臨 - 廖锡龙 - 王建民 - 李世明 - 李作成（2013年7月－2015年12月） | - 李井泉 - 郭林祥（先为第二政委，后为第三政委） - 廖志高（第二政委） - 甘渭汉（第四政委） - 张国华（第一政委） - 陈仁麒（先为第二政委，后为政委） - 谢家祥（先为第三政委，后为政委） - 谢 政 - 刘兴元（第一政委）1972.3~1975.10 - 郭林祥 - 李大章（第二政委） - 陈先瑞 - 赵紫阳（第一政委） - 孔石泉（第二政委） - 钟汉华 - 徐立清（先为第二政委，后为第一政委） - 谭启龙（第二政委） - 万海峰 - 谷善慶 - 張 工 - 张志坚 - 杨德清 - 刘书田 - 张海阳 - 田修思 - 朱福熙 |

## 历任副大军区职军官

### 副司令员
| - 何正文（1955年5月－1959年3月，第二副司令员） - 李文清（1955年5月－1959年6月） - 何正文（1962年6月－1974年11月） - 黄新廷（1957年9月－1960年8月） - 韦杰（1957年9月－1982年10月） - 李文清（1962年6月－1975年8月） - 邓少东（1965年5月－1975年8月） - 胡继成（1967年9月－1977年12月） - 胡炳云（1967年9月－1974年9月） - 王诚汉（1969年3月－1982年10月） - 王东保（1969年7月－1982年10月） - 谢正荣（1969年8月－1977年12月） - 温玉成（1970年6月－1971年11月，第一副司令员） - 郑本炎（1971年3月－1975年8月） - 陈宏（1971年11月－1975年8月，第一副司令员） - 茹夫一（1972年9月－1982年10月） - 陈明义（1973年11月－1985年6月） - 肖永银（1975年5月－1977年12月） - 梁中玉（1975年8月－1979年1月） - 赵文进（1977年12月－1982年10月） | - 李文清（1979年1月－1982年10月） - 徐成功（1980年12月－1982年10月） - 阎守庆（1980年12月－1985年6月） - 王金泉（1980年12月－1982年10月） - 张志礼（1982年10月－1985年6月） - 廖锡龙（1985年6月－1995年7月） - 张太恒（1985年6月－1990年4月） - 马秉臣（1986年5月－1993年12月） - 侯书军（1987年9月－1991年9月） - 张德福（1990年4月－1991年6月） - 姜洪泉（1991年4月－1992年11月） - 谢德财（1991年9月－1993年12月） - 迟云秀（1992年11月－1994年12月） - 朱成友（1993年12月－1996年4月） - 黄恒美（1993年12月－2001年1月） - 陈世俊（1994年12月－2004年12月） - 陈显华（1996年1月－2001年7月） - 刘宝臣（1996年7月－2002年1月） - 傅秉耀（1997年3月－2003年7月） - 金仁燮（2000年6月－2003年1月） | - 汪超群（2001年1月－2005年12月） - 蒙进喜（2001年7月－2007年12月） - 桂全智（2002年1月－2006年12月） - 刘亚红（2003年1月－2003年12月） - 方殿荣（2003年7月－） - 范晓光（2003年12月－2008年7月） - 李世明（2006年12月－2007年9月） - 吕登明（2007年9月－2009年1月） - 李作成（2007年12月－2013年7月） - 董贵山（2008年7月－2009年12月） - 阮志柏（2009年1月－2012年5月） - 舒玉泰（2009年12月－2014年12月） - 艾虎生（2012年7月－2014年12月） - 战厚顺（2013年1月－） - 楊金山（2013年7月－2014年10月） - 石香元（2014年1月－2015年7月） - 周小周（2014年12月－） - 李凤彪（2014年12月－） - 郑和（2015年7月-） |

### 副政治委员
| - 阎红彦（1955年5月－1959年11月） - 郭林祥（1955年5月－1959年11月） - 余洪远（1962年12月－1970年7月） - 余述生（1964年2月－1973年8月） - 刘结挺（1967年7月－1971年1月） - 谢家祥（1967年7月－1970年12月） - 谢云晖（1970年3月－1975年8月） - 何云峰（1970年5月－1975年5月） - 段思英（1970年5月－1977年12月） - 欧阳平（1970年12月－1975年8月） - 任荣（1971年9月－1980年8月） - 余洪远（1973年3月－1975年8月） - 罗应怀（1975年5月－1977年12月） | - 魏伯亭（1975年8月－1977年12月） - 余述生（1977年12月－1982年10月） - 胡继成（1977年12月－1979年1月） - 谢云辉（1979年1月－1982年10月） - 欧阳平（1979年5月－1982年10月） - 金忠藩（1979年7月－1982年10月） - 鲁加汉（1979年7月－1982年10月） - 阴法唐（1980年6月－1985年6月） - 王金泉（1982年10月－1985年6月） - 牛击（1982年10月－1985年6月） - 李硕（1985年6月－1988年6月） - 艾维仁（1988年6月－1990年4月） - 王永宁（1990年4月－1993年12月） | - 邵农（1990年4月－1993年12月） - 张少松（1992年11月－1995年7月） - 郑贤斌（1993年12月－1997年11月） - 吴润忠（1993年12月－2000年12月） - 姜福堂（1993年12月－1995年9月） - 杨德福（1997年11月－2000年6月） - 屈全绳（2000年6月－2007年6月） - 马子龙（2000年12月－2006年12月） - 胡永柱（2006年12月－2007年12月） - 段禄定（2007年6月－2010年7月） - 赵开增（2007年12月－） - 刘长银（2010年7月－） |

### 参谋长
| - 何正文（1955年3月－1955年12月） - 茹夫一（1955年12月－1957年8月） - 何正文（1958年3月－1960年8月） - 茹夫一（1960年8月－1972年9月） - 徐成功（1972年9月－1975年8月） - 陈明义（1975年8月－1978年7月） | - 徐成功（1978年7月－1980年12月） - 杨增彤（1980年12月－1985年6月） - 陶伯钧（1985年6月－1992年11月） - 陈显华（1992年11月－1996年1月） - 朱启（1996年1月－1998年3月） - 金仁燮（1998年3月－2000年6月） | - 桂全智（2000年6月－2002年1月） - 刘亚红（2002年1月－2003年1月） - 吕登明（2003年1月－2007年9月） - 艾虎生（2007年9月－2012年7月） - 周小周（2012年7月－2014年12月） - 戎贵卿（2014年12月-） |

### 政治部主任
| - 余述生（1955年5月－1969年3月） - 段思英（1969年3月－1972年9月） - 鲍奇辰（1972年9月－1975年8月） - 王焕如（1975年8月－1977年12月） - 金忠藩（1977年12月－1979年7月） - 牛击（1979年7月－1982年10月） | - 乔学亭（1982年10月－1985年6月） - 邵农（1985年6月－1990年4月） - 郑贤斌（1990年4月－1993年12月） - 姜福堂（1993年12月－1995年9月，副政治委员兼） - 杨德福（1996年1月－1997年11月） - 马国文（1997年11月－1998年8月） | - 屈全绳（1998年8月－2000年6月） - 胡永柱（2000年6月－2006年12月） - 杜金才（2006年12月－2007年6月） - 吴昌德（2007年6月－2011年7月） - 柴绍良（2011年7月－2014年2月） - 刘念光（2014年2月－2016年1月） |